# Juri Alexandrowitsch Trambowezki
Juri Alexandrowitsch Trambowezki (russisch Юрий Александрович Трамбовецкий, engl. Transkription Yuriy Trambovetskiy; * 27. Juni 1987 in Leningrad, RSFSR, Sowjetunion) ist ein ehemaliger russischer Sprinter, der sich auf den 400-Meter-Lauf spezialisiert hat.

## Sportliche Laufbahn
Erste internationale Erfahrungen sammelte Juri Trambowezki im Jahr 2013, als er bei den Halleneuropameisterschaften in Göteborg mit der russischen 4-mal-400-Meter-Staffel in 3:06,96 min gemeinsam mit Pawel Trenichin, Konstantin Swetschkar und Wladimir Krasnow auf Anhieb die Silbermedaille hinter dem britischen Team gewann. Im Jahr darauf schied er bei den erstmals ausgetragenen IAAF World Relays 2014 in Nassau mit 3:05,00 min im Vorlauf über 4-mal 400 Meter aus und 2017 beendete er seine aktive sportliche Karriere im Alter von 30 Jahren.
2013 wurde Trambowezki russischer Meister in der 4-mal-400-Meter-Staffel.

## Persönliche Bestleistungen
- 400 Meter: 46,24 s, 22. Juli 2011 in Tscheboksary
  - 400 Meter (Halle): 47,36 s, 16. Februar 2011 in Moskau